# Шуховська вежа (Конотоп)
Шу́ховська ве́жа — водонапірна вежа гіперболоїдної конструкції в місті Конотопі Сумської області.

## Опис
Конструкція металева, із залізобетонною основою. На верх башти ведуть гвинтові сходи. Форма — однополосний гіперболоїд обертання. Ефект обертання досягається 25-парами металевих кутових стрижнів. Основа — кільцеподібна. Діаметр — 16 метрів. У верхній частині утворений майданчик у формі кільця для водяного бака.

## Історія
Виконана за проєктом інженера Володимира Шухова (звідси й назва вежі). Побудована 1929 року під час будівництва місцевого водогону. Башта забезпечувала населення міста питною водою. До 1941 року башта була пунктом спостереження протиповітряної оборони. Під час Другої світової війни башта була пошкоджена і перестала функціонувати.
1980 року з вежі зняли бак. Після цього вежа деякий час використовувалась як телевізійна. 

## Сучасний стан
Станом на 2020 рік башта перебуває в занедбаному стані та потребує реставрації.
Вежа є об'єктом індустріального туризму екстремалів України та інших країн.